# Campo de Tiro (Alcochete)
O  Campo de Tiro da Força Aérea Portuguesa, é uma base da Força Aérea Portuguesa que serve para exercício e treino de operações militares ou ações que podem ser conduzidas nas carreiras de tiro e nas estruturas de ensaio que nele estão integradas, bem como para a armazenagem de material de guerra. Situa-se na bacia sedimentar do rio Tejo e ocupa 7539 hectares, maioritariamente na freguesia de Samora Correia. Em termos de área ocupada, é a maior instalação militar da Europa.
Trata-se de vasta extensão de terreno que possui larga mancha florestal, onde se abriga uma abundante fauna cinegética (perdiz, sisão, raposa, gineta e coelho). O Campo de Tiro permite ainda apoiar o melhoramento da reserva florestal e de caça correspondente à sua área, com a participação de outros departamentos e organismos do Estado português.
Apesar de ter recebido o nome de Alcochete (a vila mais próxima), o seu terreno pertence maioritariamente à freguesia de Samora Correia, e uma parte de terreno menor, à freguesia de Canha.
Com a construção do novo Aeroporto de Lisboa o Campo de Tiro de Alcochete será deslocalizado para Mértola. A mudança para esta zona de baixa densidade populacional já tinha sido estudada em 2008. Previa-se um custo de quase 250 milhões de euros.

## História
- Criado por decreto régio em 24 de Março de 1904 como polígono de tiro de artilharia com 1680 hectares.[2]
- Integrado na Força Aérea Portuguesa em 26 de Fevereiro de 1993, de acordo com o DL 51/93 (como unidade territorial, na dependência orgânica do COFA, atualmente CA).[2]